# Hôtel de ville de Lausanne
L'hôtel de ville de Lausanne héberge, depuis 1675, les institutions municipales de la commune vaudoise de Lausanne, en Suisse.

## Histoire
Un petit marché est créé à Lausanne vers la fin du IXe siècle au croisement des rues qui quittent la colline de la Cité en direction du sud et de l'ouest et qui deviendra plus tard la place de la Palud. Il prend de l'importance au fil des années et des documents mentionnent au XIVe siècle une halle couverte servant d'entrepôt, d'abri pour les marchands et de local de pesage pour les marchandises. Le marché se trouve à l'étroit au début du XVe siècle et, le quartier de la Palud étant en partie détruit par un incendie en 1405, l'évêque décide d'acheter certaines maisons des abords de la place pour y reconstruire de nouvelles halles destinées spécifiquement au blé qui, à leur tour, s'avèrent rapidement trop petites et une nouvelle halle, partiellement construite en maçonnerie, y est adjointe en 1415. Dès lors, les assemblées publiques, en cas de mauvais temps, se tiennent dans les halles qui finissent par être transformées en hôtel de ville entre 1454 et 1461. Le Conseil de la ville s'y réunit pour la première fois le 24 janvier 1469 ; La Palud devient le centre administratif de la ville, statut confirmé après l'union de la Ville inférieure et de la Cité en 1481. Dès 1501, les élections du Conseil et du syndic se font à la Palud et non plus à la cathédrale,.
L'hôtel de ville actuel est bâti sur les fondations du précédent entre 1673 et 1675 par l'architecte Abraham de Crousaz,, sur des plans dressés par Pierre Rebeur et est exhaussé en 1816 par l'architecte Henri Perregaux. 
Les étages du bâtiment accueillent, dès leur mise en service, les autorités et les archives communales. Le rez-de-chaussée, pour sa part, abrite une partie du marché et la halle aux grains jusqu'à ce qu'elle soit transférée à la « Grenette » de la nouvelle place de la Riponne en 1840, puis le corps de garde qui y restera jusqu'en 1903, avant d'être transformé en espace d'exposition de 225 m2 dès 1953[réf. nécessaire]. Cet espace est rénové en 1975 et prend alors le nom de « forum de l'hôtel de ville ».

## Situation et description
L'hôtel de ville donne sur la place de la Palud. Sa façade arrière donne sur la place de la Louve ; les deux places sont reliées par un passage passant sous le bâtiment. Le bâtiment est surmonté d'un beffroi dont les cloches étaient utilisées en cas de danger. Il surplombe le toit qui, par sa forme, rappelle celle des fermes traditionnelles de la région. L'ensemble du bâtiment est inscrit comme bien culturel suisse d'importance nationale.

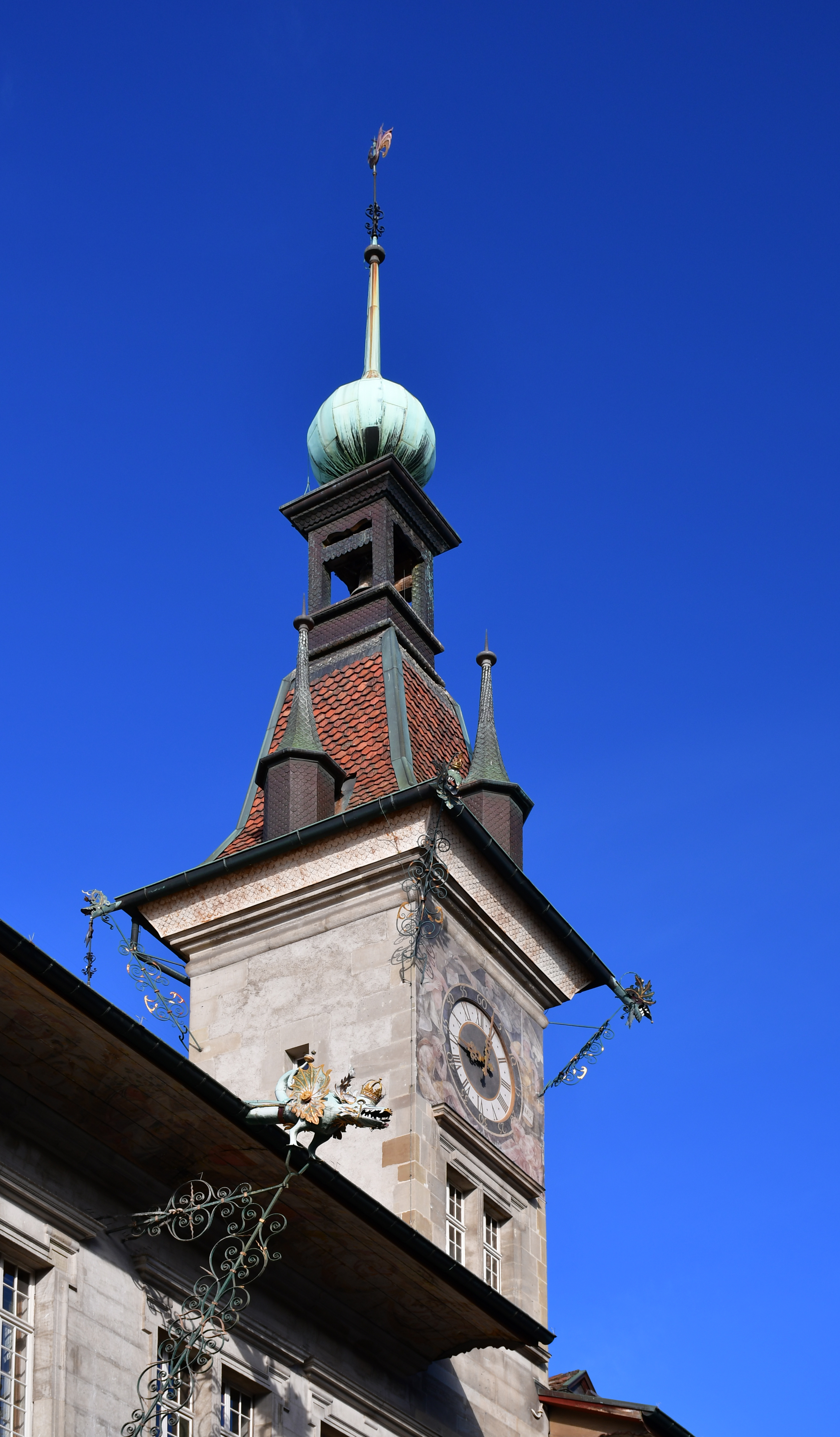
Le beffroi de l'hôtel de ville.
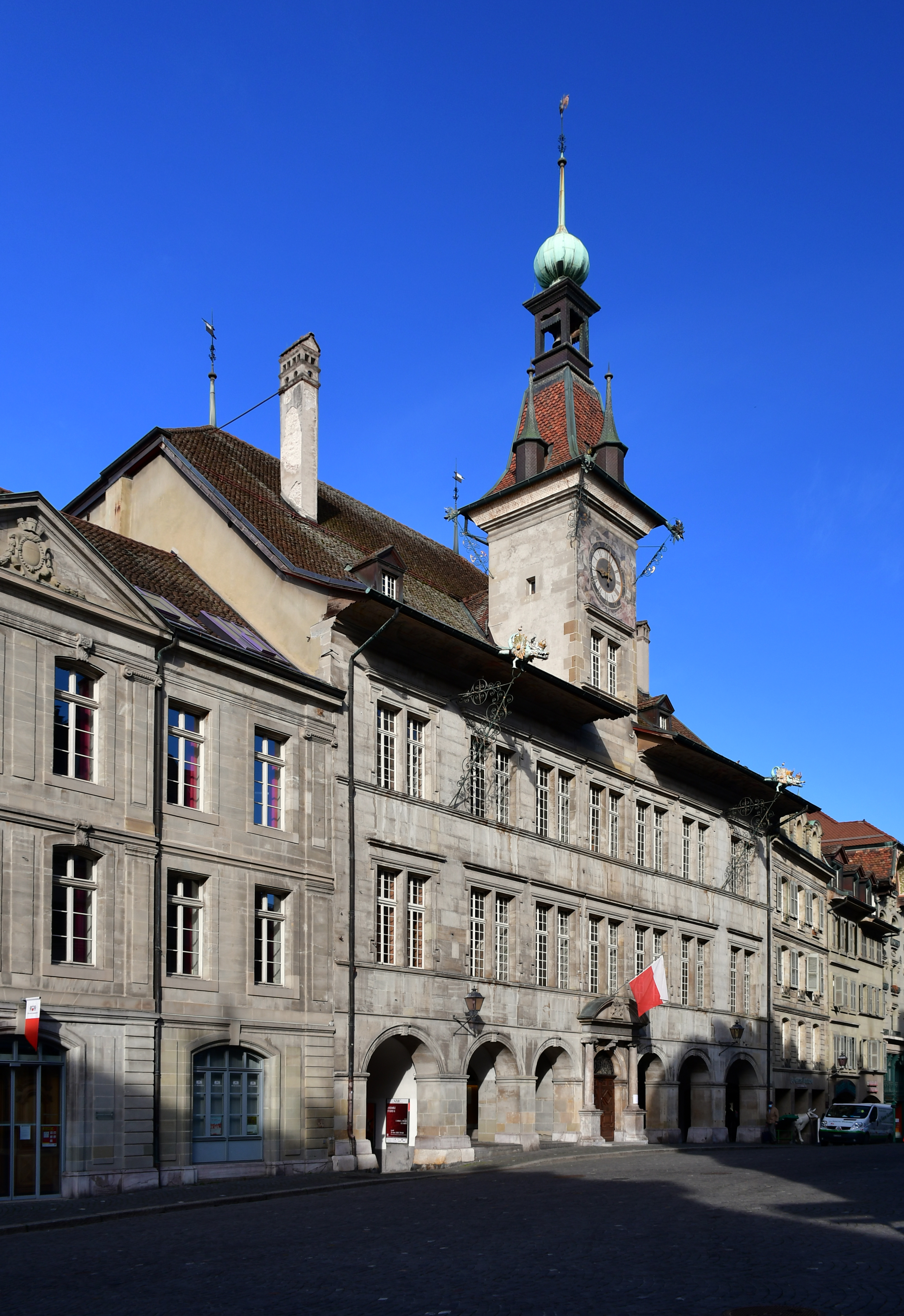
L'hôtel de ville vu de l'est.
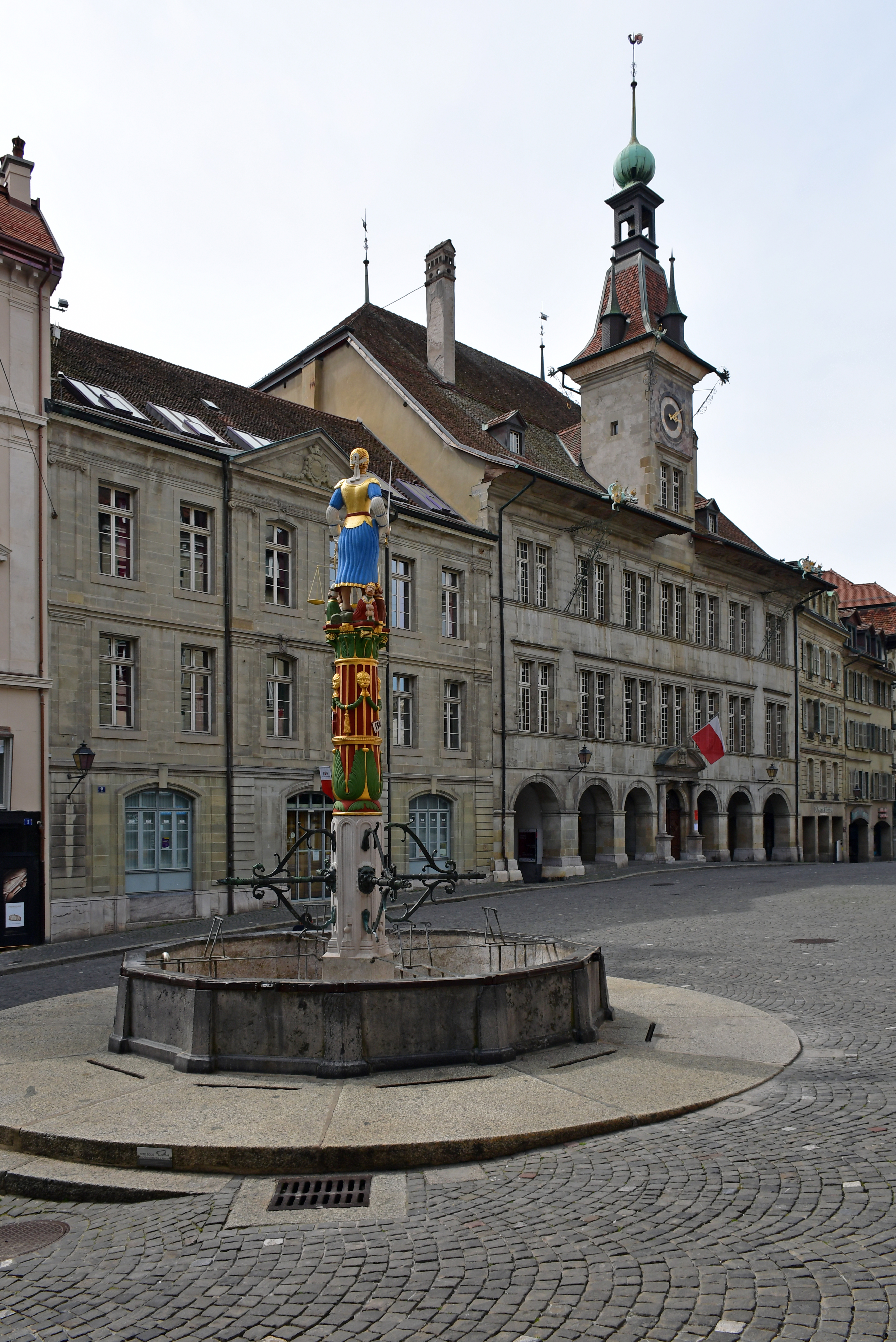
La place de la Palud, la fontaine de la Justice et, au second plan, l'hôtel de ville.
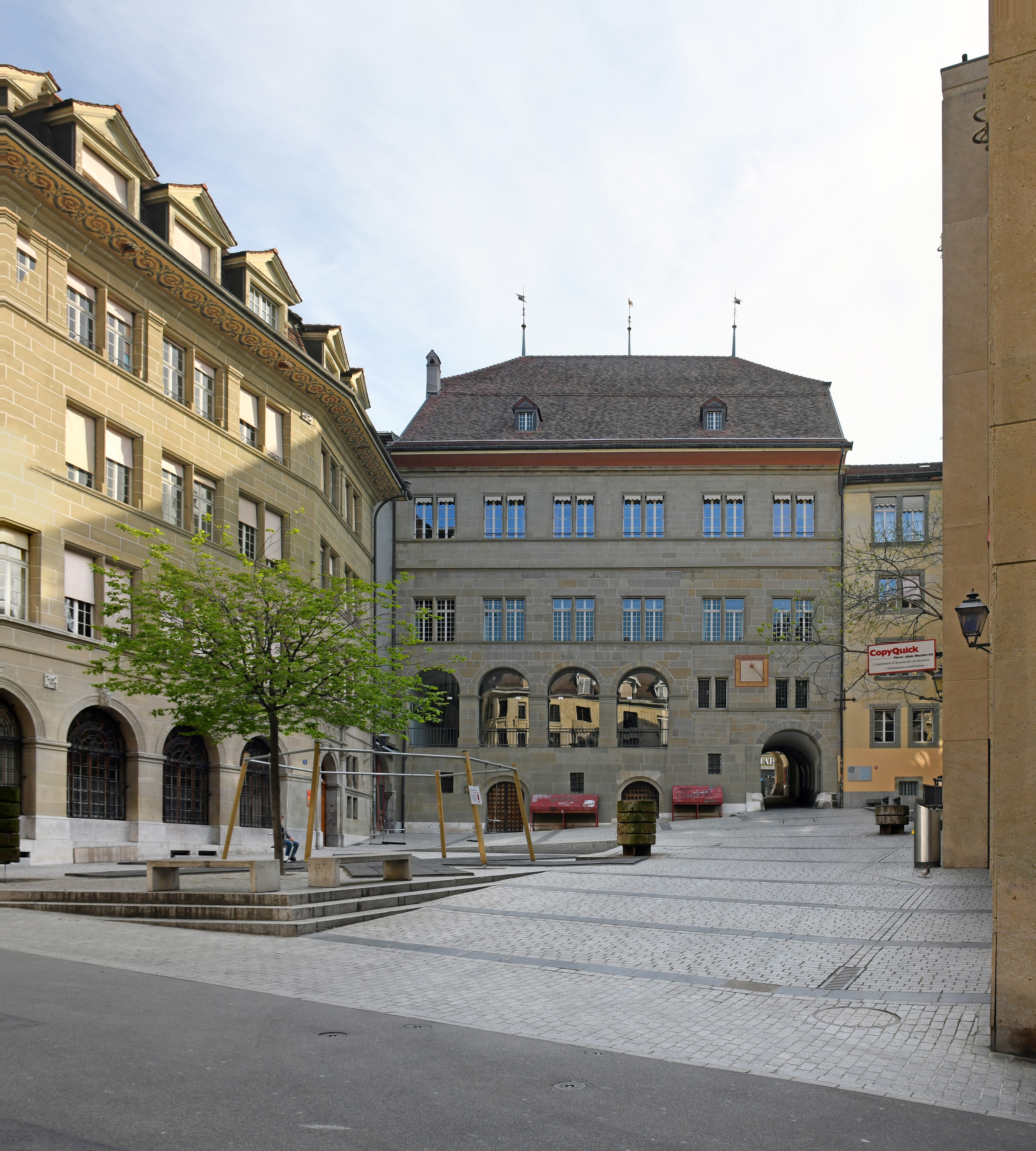
La façade arrière de l'hôtel de ville, vue depuis la place de la Louve. On aperçoit à sa droite le passage menant à la place de la Palud.
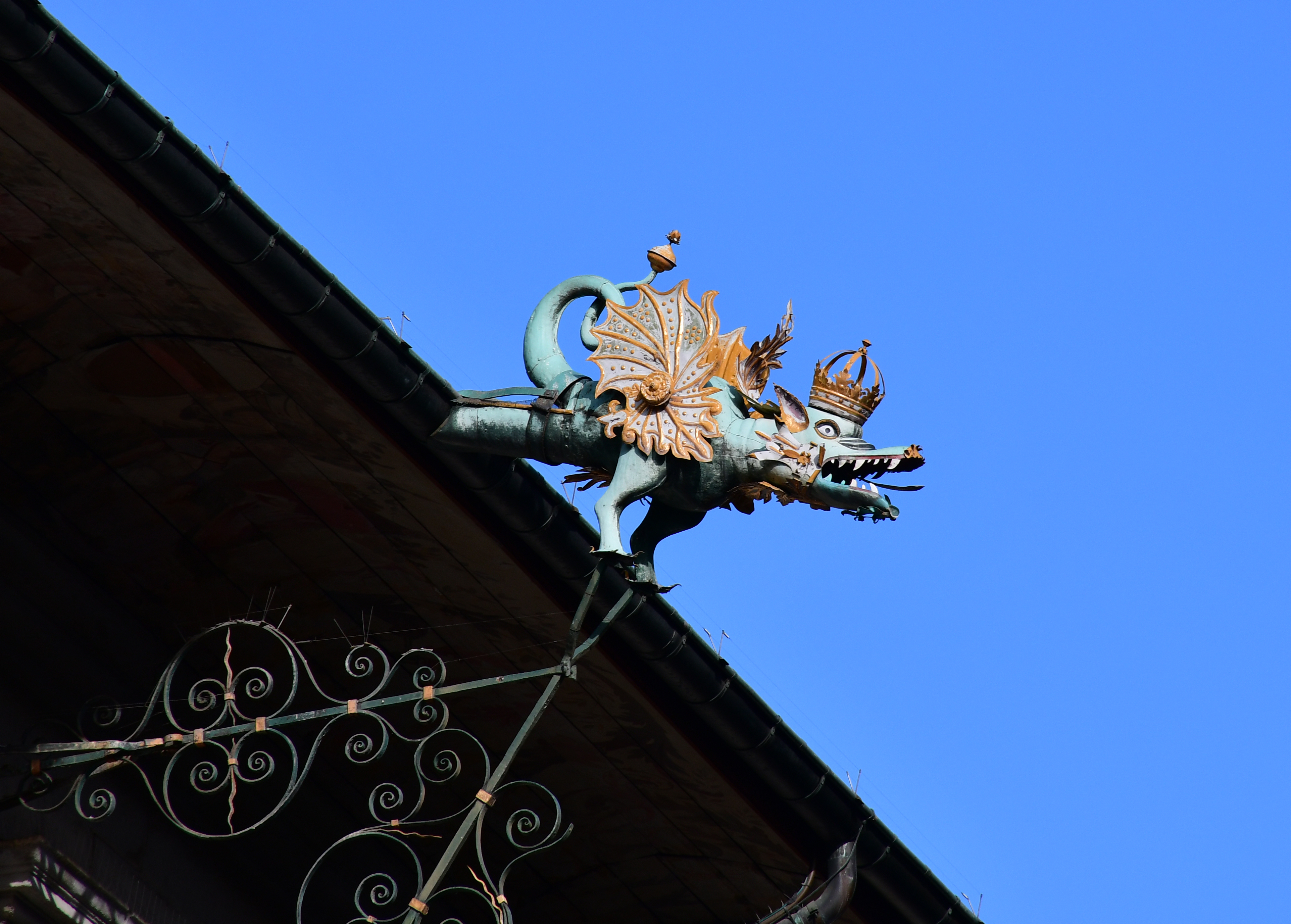
Une des gargouilles décorant la façade principale.
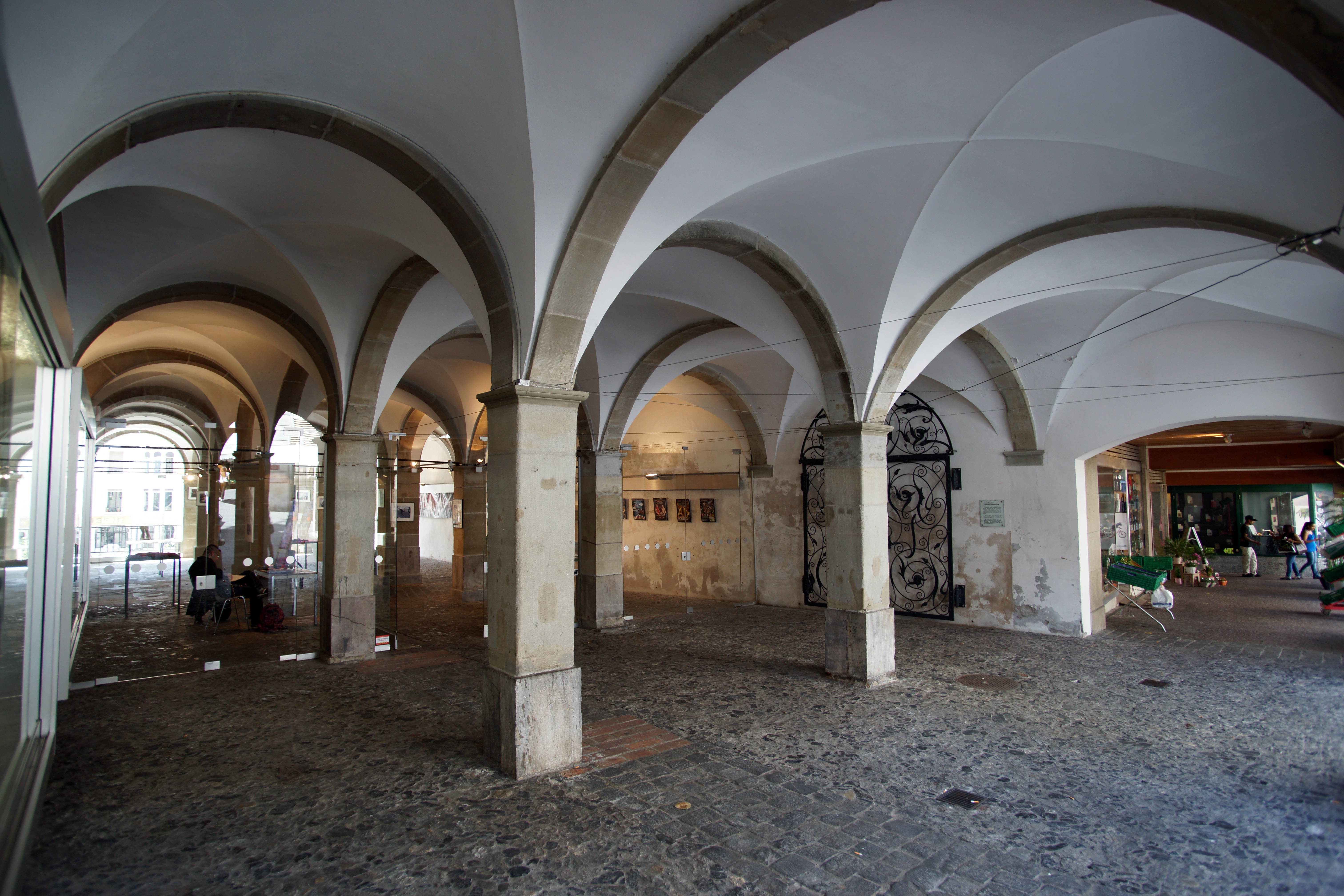
L'espace d'exposition du Forum.